# Lauren Jackson
Lauren Elizabeth Jackson (Albury, New South Wales, 11 mei 1981) is een Australische basketbalspeelster. Ze nam vijfmaal deel aan de Olympische Spelen en behaalde hierbij drie zilveren en twee bronzen medailles. Met Seattle Storm werd ze twee keer kampioen van de WNBA, waar ze ook drie keer werd verkozen tot Most Valuable Player.

## Carrière

### Australië
Lauren Jackson begon haar professionele basketbalcarrière bij het Australian Institute of Sport, waar zij drie jaar doorbracht. Vanaf 1999 speelde zij voor de Canberra Capitals in de Australische Women's National Basketball League (WNBL). Door haar goede prestaties voor de Capitals en in de nationale ploeg, werd ze ook bekeken door enkele WNBA scouts.
Na haar overstap naar de Amerikaanse competitie bleef zij in de binnenlandse competitie spelen tijdens de seizoensonderbreking van de WNBA. Zij speelde voor het laatst voor de Canberra Capitals in de Australische WNBL tijdens het seizoen 2014/15. Nadat ze in het seizoen 2015/16 door knieproblemen geen wedstrijden meer kon spelen, zette ze begin 2016 officieel een punt achter haar carrière. In totaal won ze zes keer het kampioenschap met haar team in Australië en werd ze vier keer uitgeroepen tot de beste speelster van de competitie.
In 2022 keerde de 40-jarige Jackson terug uit haar basketbalpensioen om te spelen voor Alburgy-Wodonga Bandits in de Australische tweede klasse.

### Verenigde Staten
Lauren Jackson werd als eerste gekozen door de Seattle Storm in de 2001 WNBA Draft. Aan het begin van haar carrière stond Lauren Jackson vooral bekend om haar aanvallende speelstijl, maar ook om haar zwakte aan de verdedigende kant. Maar ze heeft ook haar verdedigende spel van jaar tot jaar verbeterd. Dit komt ook tot uiting in haar statistieken, waarin zij een van de sterkste rebounders en shot-blockers van de hele competitie is. In het seizoen 2003 werd ze uitgeroepen tot MVP van het seizoen, wat ongebruikelijk was omdat Seattle de play-offs niet haalde. In het seizoen 2004 leidde Lauren Jackson samen met Sue Bird de Seattle Storm naar de WNBA titel. Echter, verrassend genoeg werd geen van hen verkozen tot WNBA Finals MVP, maar Betty Lennox. Op 25 juli 2007 scoorde Jackson 47 punten in de wedstrijd tegen de Washington Mystics, waarmee zij het WNBA record van Diana Taurasi evenaarde. Ze was pas de vijfde speelster in de geschiedenis van de competitie die meer dan 40 punten scoorde in een wedstrijd. Aan het eind van het seizoen werd ze voor de tweede keer uitgeroepen tot MVP van de competitie. Bovendien werd ze onderscheiden met de WNBA Defensive Player of the Year Award, naast de onderscheidingen voor beste puntenscoorder en beste rebounder van de competitie. WNBA 2010 werd ze voor de tweede keer WNBA kampioen met haar team. Bovendien werd ze voor de derde keer dat seizoen geëerd als de league MVP en ook als MVP in de WNBA Finals. Na nog een seizoen in Seattle, beëindigde ze haar WNBA carrière.
Gedurende haar tijd in de USA speelde ze 317 reguliere seizoenswedstrijden in 12 WNBA seizoenen, stond 317 keer in de basisopstelling en scoorde 6007 punten, 2447 rebounds en 435 assists. In 31 play-off wedstrijden (waarvan 31 in de startopstelling) scoorde ze 541 punten, 242 rebounds en 30 assists.
Ze werd in 2006 genoemd in het WNBA All-Decade Team met tien speelsters en in 2011 in de WNBA's Top 15 speelsters aller tijden voor het 15-jarig jubileum van de league.

### Europa
Zoals veel WNBA speelsters, speelt Jackson regelmatig in Europa tijdens het tussenseizoen van de WNBA. Sinds 2007 speelt ze voor teams uit Rusland en Spanje. In beide landen won zij met haar teams eenmaal het nationaal kampioenschap. Zij speelde voor het laatst voor de Spaanse club Ros Casares Valencia in het seizoen 2012/13.

### Nationale ploeg
Lauren Jackson trok voor het eerst de aandacht tijdens de Olympische Spelen van Sydney in 2000, toen zij Australië naar de finale leidde, waar het werd verslagen door de Verenigde Staten. Op de Olympische Spelen van 2004 in Athene slaagde zij er met Australië opnieuw niet in de finale te bereiken tegen de Verenigde Staten. Op de Olympische Zomerspelen van 2008 in Peking slaagde ze er opnieuw niet in de finale te bereiken tegen de Verenigde Staten. Dit was de derde keer op rij dat zij een zilveren medaille won op de Olympische Spelen. Bij de openingsceremonie van de Olympische Zomerspelen 2012 was zij de vlaggendraagster van het Australische team. Dit keer eindigde het evenement met een bronzen medaille voor het Australische team rond Lauren Jackson. Bij de spelen van 2024 in Parijs behaalde het Australische team terug brons.
De internationale carrière van Lauren Jackson begon met een derde plaats op het wereldkampioenschap basketbal in 1998, en ze won ook een bronzen medaille op het wereldkampioenschap met het Australische team in 2002. Op het WK 2006 leidde ze het Australische team naar de titel als topscorer van het toernooi. Op het wereldkampioenschap basketbal in 2010 bleef ze voor het eerst zonder medaille op een internationaal kampioenschap, nadat ze als 5e was geëindigd. In 2022 behaalde Australië met Jackson terug brons.
Op 16 mei 2021 werd aangekondigd dat Jackson zou worden opgenomen in de Naismith Memorial Basketball Hall of Fame.
4 Simone Edwards · 
7 Kamila Vodičková · 
10 Sue Bird · 
15 Lauren Jackson · 
20 Michelle Greco · 
22 Betty Lennox · 
32 Adia Barnes · 
33 Janell Burse · 
43 Alicia Thompson · 
44 Tully Bevilaqua · 
50 Trina Frierson · 
55 Sheri Sam · 
Coach Anne Donovan
2 Swin Cash · 
5 Abby Bishop · 
7 Jana Veselá · 
10 Sue Bird · 
15 Lauren Jackson · 
20 Camille Little · 
25 Svetlana Abrosimova · 
30 Tanisha Wright · 
34 Le'coe Willingham · 
40 Alison Lacey · 
43 Ashley Robinson · 
Coach Brian Agler
- Australian Women's Register: AWE2380b
- Library of Congress Control Number: n2019011803
- Virtual International Authority File: 5697155226762184490000